# Другі Тербуни
Другі Тербуни (рос. Вторые Тербуны) — село у Тербунському районі Липецької області Російської Федерації.
Населення становить 1377  осіб. Належить до муніципального утворення Тербунська Друга сільрада.

## Історія
З 13 червня 1934 до 1935 року у складі Воронезької області, 1935-1954 — Курської області. Відтак входить до складу Липецької області.
Згідно із законом від 2 липня 2004 року №114-оз органом місцевого самоврядування є Тербунська Друга сільрада.

## Населення
| 2008 | 2009  | 2010  |
| ---- | ----- | ----- |
| 1387 | ↘1380 | ↘1377 |